# Abyssal

Die Tiefenzonen des marinen Pelagials, nicht maßstäblich

Abyssal (vom griechischen ἄβυσσος abyssos - grundlose Tiefe, das Bodenlose; nach frühen Vorstellungen besaß der Ozean keinen Boden) ist nach mehrheitlicher Auffassung in der Forschung der Teil des Meeresbodens (marines Benthal) zwischen 2.000 m und 6.000 m Wassertiefe, manchmal wird aber auch der gesamte Tiefseebereich darunter verstanden.

## Geologie
Das Abyssal umfasst die tiefsten Teile der Kontinentalsockel (Kontinentalfuß) und die sich meerwärts daran anschließenden, von relativ mächtigen Sedimenten bedeckten Tiefsee-Ebenen, auch Abyssal-Ebenen genannt, sowie die  basaltischen, kaum von Sedimenten bedeckten Mittelozeanischen Rücken. Diese Areale machen insgesamt fast 60 % (58,3 %) der Oberfläche des Erdkörpers aus. Auf dem Kontinentalfuß und im landwärtigen Bereich der Tiefsee-Ebenen können die Sedimente aus turbiditischen und damit sandhaltigen Abfolgen bestehen, weil die an der Schelfkante akkumulierenden klastischen Sedimentmassen sich mancherorts regelmäßig in Form gewaltiger submariner Rutschungen (Trübeströme) den Kontinentalhang hinabbewegen. Ansonsten kommen im Abyssal vorwiegend rein pelagische Sedimente zur Ablagerung, das heißt Sedimente, die fast ausschließlich aus mikroskopisch feinen Partikeln bestehen, die ganz allmählich in der Wassersäule absinken. Hierbei sind carbonatische Schlämme auf Meerestiefen oberhalb der bei etwa 4.000 bis 5.000 m liegenden Calcit-Kompensationstiefe (CCD) beschränkt. Unterhalb der CCD ist der Meeresboden großflächig von rotem bis braunem Tiefseeton oder anderweitig nicht-karbonatischen Schlämmen bedeckt.

## Biologie
Das Abyssal ist lichtlos und darum ohne Pflanzenleben. Dieser durch kalte und konstante Bedingungen gekennzeichnete Lebensraum (Biotop) wird von benthischen Schwämmen, Hohltieren, Würmern, Krebsen und Stachelhäutern besiedelt.
Am Rande der Mittelozeanischen Rücken finden sich hydrothermale Quellen mit so genannten Black Smokern (Schwarzen Rauchern), White Smokern und Hot Vents mit einer hoch spezialisierten Fauna, die ihre Energie aus den aufsteigenden Schwefelverbindungen bezieht.
siehe auch: Bathyal, Hadal